# كونسبسيون الكبرى

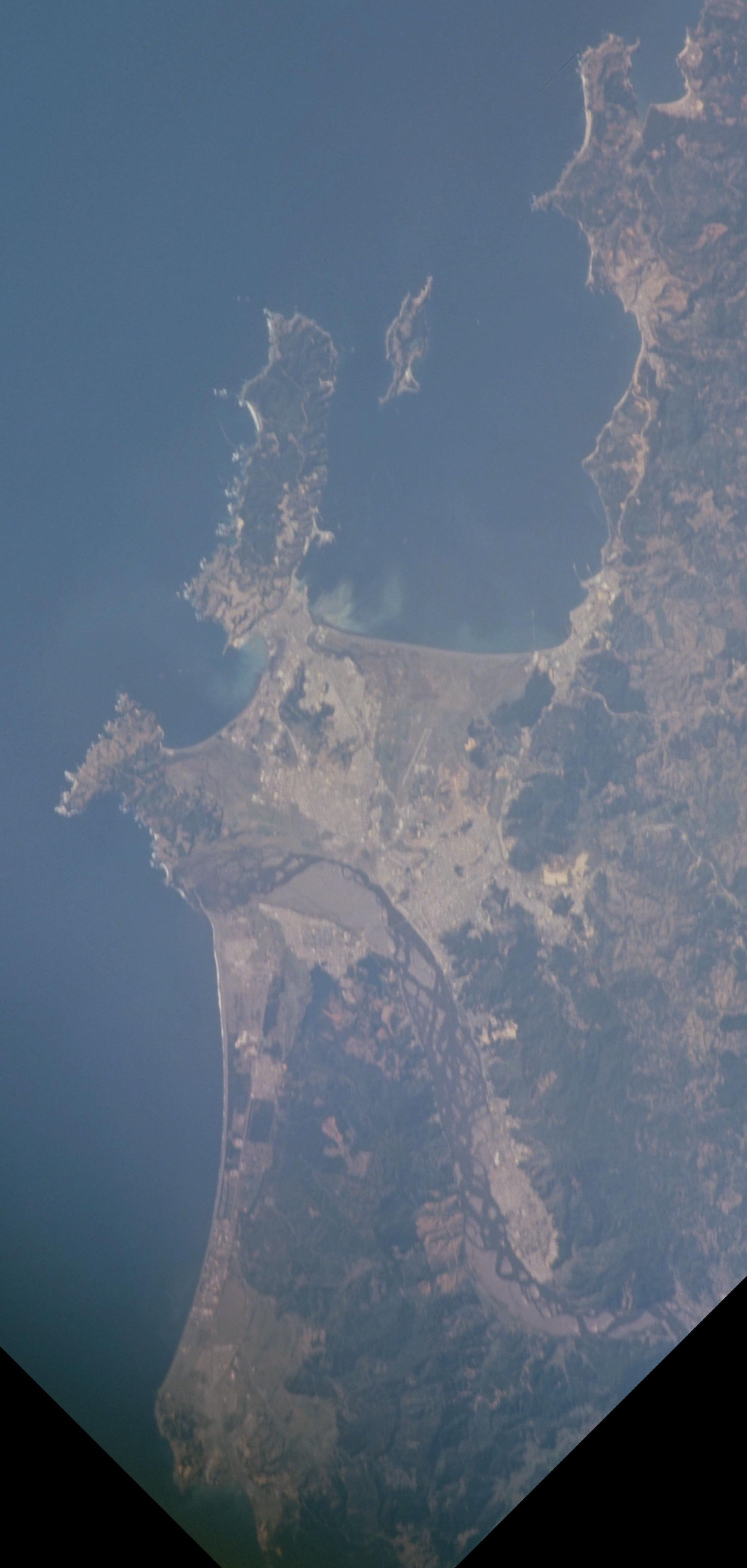
صورة القمر الصناعي لكونسبسيون الكبرى

غران كونسبسيون هي ثالث أكبر منطقة حضرية في تشيلي ،بعد سانتياغو الكبرى وفالبارايسو الكبرى ،حيث يبلغ عدد سكانها 945650 نسمة وفقًا لتعداد عام 2012 .

## نظرة عامة
أخذت اسمها على اسم مدينة كونسبسيون ،العاصمة الإقليمية والمدينة الرئيسية.

يتكون التكتل من:
- Concepción
- تالكاهوانو
- شيغوانتي (تشيلي)
- سان بيدرو دي لا باز
- هوالبين
- بينكو
- تومي
- كورونل
- لوتا
- أولكي

يضم Gran Concepción أيضًا ثاني أكبر تجمع للجامعات في تشيلي . بغض النظر عن ما يسمى بالجامعات التقليدية ، يوجد بها العديد من المؤسسات الخاصة. تعد جامعة كونسيبسيون أهم جامعة في المنطقة .
يوجد أيضًا نظام سكك حديدية للركاب يخدم معظم البلديات ( (بالإسبانية: comunas)‏)) في المناطق الحضرية : Biotren .

## التجارة
تقع التجارة في كونسيبسيون الكبرى في وسط مدينة كونسيبسيون ،وكذلك في مول بلازا التريبول في تالكاهوانو .

## التعليم

### الجامعات
- جامعة كونسبسيون (كونسبسيون)
- Universidad del Bío-Bío (Concepción)
- Universidad Católica de la Santísima Concepción (Concepción)
- Universidad Técnica Federico Santa María (Hualpén)
- Universidad de Los Lagos (Concepción)
- Universidad del Desarrollo (Concepción)
- جامعة سان سيباستيان (كونسبسيون)
- يونيفرسيداد أندريس بيلو (تالكاهوانو)
- جامعة سانتو توماس (كونسبسيون)
- Universidad Tecnológica de Chile (Talcahuano)
- Universidad de las Américas (كونسبسيون)
- جامعة لا ريبوبليكا (كونسبسيون)
- جامعة ARCIS (كونسبسيون)
- جامعة بوليفاريانا (كونسبسيون)
- جامعة بيدرو دي فالديفيا (كونسبسيون)
- جامعة ديل باسيفيكو (كونسيبسيون)

### المعاهد
- المعهد المهني INACAP (Talcahuano)
- Instituto Profesional DuocUC (Concepción)
- معهد سانتو توماس المهني (كونسبسيون)
- المعهد المهني AIEP (كونسبسيون)
- المعهد المهني بروفيدنسيا (كونسبسيون)
- Instituto de Estudios Bancarios Guillermo Subercaseaux (Concepción)
- المعهد المهني فيرجينيو غوميز (كونسبسيون)
- معهد دييغو بورتاليس المهني (كونسبسيون)
- Instituto Tecnológico UCSC (Talcahuano)
- معهد لا أروكانا المهني (كونسبسيون)
- إنستيتوتو بروفيشينال فالي سنترال (كونسبسيون)